# NGC 2552
NGC 2552是位于天猫座的一个星系。